# Zelenîi Hai (Pîsmenne), Vasîlkivka
Zelenîi Hai (în ucraineană Зелений Гай) este un sat în așezarea urbană Pîsmenne din raionul Vasîlkivka, regiunea Dnipropetrovsk, Ucraina.

## Demografie
Componența lingvistică a localității Zelenîi Hai
     Ucraineană (85,71%)
     Română (14,29%)
Conform recensământului din 2001, majoritatea populației localității Zelenîi Hai era vorbitoare de ucraineană (85,71%), existând în minoritate și vorbitori de română (14,29%).